# 曼维尔 (怀俄明州)
曼维尔（英語：Manville）是美国怀俄明州奈厄布拉勒县下属的一座城鎮。该鎮的人口在2000年为101人，2010年有95，2011年则估计有95人。